# 조승훈
조승훈(중국어 정체자: 祖承訓, 병음: Zǔ Chéngxùn, 생몰년 미상)은 중국 명나라 말기의 장수로 요동부총병을 지냈다. 조대수(祖大壽)의 아버지이다.

## 생애
임진왜란 당시 우군 부총병으로 3000명의 군사를 데리고 1차 원병 사령관으로 참전했다. 그러나 제2차 평양 전투에서 일본군의 매복술에 크게 패했고, 이후 겨우 수십명의 병사를 데리고 요동으로 돌아갔다. 그러다가 제4차 평양 전투에서 부총병으로 참전하여 승리했다.

## 관련 작품
- 《불멸의 이순신》 (KBS1, 2004년 ~ 2005년, 배우: 장순국)
- 《징비록》 (KBS1, 2015년, 배우: 손호균)